# Thymio
Thymio ist ein kleiner, mobiler Roboter, der über zwei Wege selbst programmierbar ist und für pädagogische Zwecke konzipiert wurde. Die Programmierung ist einfach zu erlernen, da die Programmiersprache Aseba übersichtlich und logisch aufgebaut ist. Thymio richtet sich vor allem an Kinder und junge Menschen, die das Programmieren anschaulich und schnell erlernen möchten.

## Geschichte
Es existieren zwei Versionen von Thymio, Thymio I und Thymio II.
Thymio II ist eine Weiterentwicklung von Thymio I, optisch ähneln sich die beiden Roboter wenig.
Die beiden Thymios wurden von der Gruppe „MOBOS“ entwickelt. Zu der Gruppe gehört die Eidgenössische technische Hochschule in Lausanne (EPFL) und die Lausanner Kunsthochschule (ECAL).
Die Entwicklung von Thymio II wurde außerdem durch das Forschungsprogramm NCCR Robotics unterstützt, während Mobysa die Entwicklung und das Management der Produktion übernahm.
Die Programmiersprache für Thymio heißt Aseba. Sie wurde zuerst von der Gruppe MOBOTS an der EPFL entwickelt, und später im Labor Autonomous Systems Laboratory an der Eidgenössischen Technischen Hochschule in Zürich (ETHZ) weiterentwickelt.
2008 machten die Entwickler erstmals gute Erfahrungen mit der Programmiersprache Aseba bei einem Programmier-Workshop für Jugendliche.
Somit wurde Aseba als Programmierinterface für Thymio II ausgewählt.
Im Jahr 2012 wurde VPL fertiggestellt. VPL ermöglicht visuelle Programmierung von Thymio II.

## Ziel von Thymio
Das Ziel von Thymio ist es, die Robotik einem breiten Publikum jeden Alters zugänglich zu machen. Unter anderem ist es Ziel, Kinder und Jugendliche von der Robotik zu überzeugen und zu begeistern.
Thymio kann in Schulen eingesetzt werden, um Kindern die Möglichkeit zu geben, ihre Programmierkenntnisse hautnah zu erleben, indem sie einen Roboter programmieren.
Aufgrund seines geringen Preises und seiner umfangreichen Schnittstellen ist Thymio II für viele Menschen leicht zugänglich.
Mit Aseba oder VPL kann auf alle Sensoren des Roboters verständlich zugegriffen werden. Man kann dem Roboter durch umfangreiche Programmiermöglichkeiten beispielsweise einen eigenen Charakter geben.

## Philosophie von Thymio
Thymio gibt seinen Nutzern die Möglichkeit, mit Spaß und Freude sowohl die Textprogrammierung, als auch die visuelle Programmierung kennenzulernen und zu erlernen.
Die gesamte Hardware, Software und alle Dokumentationen sind Open Source. Das bedeutet, es wird lizenzfrei zur Verfügung gestellt. Jeder kann mit Open Source das Projekt weiterentwickeln und seine Beiträge zu Thymio weiterveröffentlichen.

## Entwickler

### Aseba und VPL
Stéphane Magnenat, Florian Vaussard, Jiwon Shin und Francesco Mondada

### Thymio II
Fanny Riedo, Michael Bonani, Philippe Rétornaz, Laurent Soldini, Luc Bergeron und Francesco Mondada

### Website und Dokumentation
Moti Ben-Ari, Christophe Barraud, Stéphane Magnenat, Morgane Chevalier, Gordana Gerber, Manon Briod, Maria Beltran